# Réquista
Réquista (okcitansko Réquistar) je naselje in občina v južnem francoskem departmaju Aveyron regije Jug-Pireneji. Leta 2006 je naselje imelo 2.099 prebivalcev.

## Geografija
Kraj leži v pokrajini Rouergue 47 km južno od središča departmaja Rodeza.

## Uprava
Réquista je sedež istoimenskega kantona, v katerega so poleg njegove vključene še občine Connac, Durenque, Lédergues, Rullac-Saint-Cirq, Saint-Jean-Delnous in La Selve s 4.997 prebivalci.
Kanton Réquista je sestavni del okrožja Rodez.